# Tête de Trecolpas
La tête de Trecolpas est un sommet situé dans le haut Boréon, sur la commune de Saint-Martin-Vésubie, dans le département des Alpes-Maritimes, en France.

## Toponymie
Le toponyme Trecolpas pourrait faire référence à la forme trilobées du lac de Trecolpas, ou au pas des Ladres, trecolpas faisant référence à « trois coupables » ou « trois ladres ».

## Géographie
Le tête de Trecolpas domine la combe de Trecolpas et la plage de Trecolpas, au sud, qui elles-mêmes dominent le lac de Treclopas au sud-est. Au nord, la baisse du Lombard sépare la cime du Lombard de la tête de Trecolpas. D'un point de vue géologique, la tête de Trecolpas est constituée d'anatexites.

## Accès
La voie normale démarre du refuge de la Cougourde. L'itinéraire descend au sud-est vers le lac de Trecolpas, pour remonter après le lac, au nord-est, dans la combe de Trecolpas. L'itinéraire s'engage ensuite sur le versant sud, et rejoint le sommet par des éboulis. 

### Cartographie
- Carte 3741OT au 1/25 000 de l'IGN : « Vallée de la Vésubie - Parc national du Mercantour »